# Municipio de Payne (condado de Sedgwick)
El municipio de Payne (en inglés: Payne Township) es un municipio ubicado en el condado de Sedgwick en el estado estadounidense de Kansas. En el año 2010 tenía una población de 937 habitantes y una densidad poblacional de 13,79 personas por km².

## Geografía
El municipio de Payne se encuentra ubicado en las coordenadas 37°47′24″N 97°11′52″O / 37.79000, -97.19778. Según la Oficina del Censo de los Estados Unidos, el municipio tiene una superficie total de 67.94 km², de la cual 67,77 km² corresponden a tierra firme y (0,24 %) 0,16 km² es agua.

## Demografía
Según el censo de 2010, había 937 personas residiendo en el municipio de Payne. La densidad de población era de 13,79 hab./km². De los 937 habitantes, el municipio de Payne estaba compuesto por el 95,52 % blancos, el 1,6 % eran afroamericanos, el 0,85 % eran amerindios, el 0,75 % eran asiáticos, el 0,53 % eran de otras razas y el 0,75 % eran de una mezcla de razas. Del total de la población el 2,24 % eran hispanos o latinos de cualquier raza.